# Grand Prix automobile du Canada 1993
GP précédent GP suivant
Le Grand Prix automobile du Canada 1993 (Grand Prix Molson du Canada), disputé sur le circuit Gilles-Villeneuve de Montréal le 13 juin 1993, est la 539e épreuve de l'histoire du championnat du monde de Formule 1 courue depuis 1950 et la septième manche du championnat 1993.

## Classement
| Pos. | No | Pilote               | Écurie                | Tours | Temps/Abandon                      | Grille | Points |
| ---- | -- | -------------------- | --------------------- | ----- | ---------------------------------- | ------ | ------ |
| 1    | 2  | Alain Prost          | Williams-Renault      | 69    | 1 h 36 min 41 s 822 (189,667 km/h) | 1      | 10     |
| 2    | 5  | Michael Schumacher   | Benetton-Ford         | 69    | + 14 s 527                         | 3      | 6      |
| 3    | 0  | Damon Hill           | Williams-Renault      | 69    | + 52 s 685                         | 2      | 4      |
| 4    | 28 | Gerhard Berger       | Ferrari               | 68    | + 1 tour                           | 5      | 3      |
| 5    | 25 | Martin Brundle       | Ligier-Renault        | 68    | + 1 tour                           | 7      | 2      |
| 6    | 29 | Karl Wendlinger      | Sauber-Ilmor          | 68    | + 1 tour                           | 9      | 1      |
| 7    | 30 | Jyrki Järvilehto     | Sauber-Ilmor          | 68    | + 1 tour                           | 11     |        |
| 8    | 20 | Érik Comas           | Larrousse-Lamborghini | 68    | + 1 tour                           | 13     |        |
| 9    | 23 | Christian Fittipaldi | Minardi-Ford          | 67    | + 2 tours                          | 17     |        |
| 10   | 12 | Johnny Herbert       | Lotus-Ford            | 67    | + 2 tours                          | 20     |        |
| 11   | 11 | Alessandro Zanardi   | Lotus-Ford            | 67    | + 2 tours                          | 21     |        |
| 12   | 25 | Thierry Boutsen      | Jordan-Hart           | 67    | + 2 tours                          | 24     |        |
| 13   | 10 | Aguri Suzuki         | Footwork-Mugen-Honda  | 66    | + 3 tours                          | 16     |        |
| 14   | 7  | Michael Andretti     | McLaren-Ford          | 66    | + 3 tours                          | 12     |        |
| 15   | 22 | Luca Badoer          | BMS Lola-Ferrari      | 65    | + 4 tours                          | 25     |        |
| 16   | 9  | Derek Warwick        | Footwork-Mugen-Honda  | 65    | + 4 tours                          | 18     |        |
| 17   | 3  | Ukyo Katayama        | Tyrrell-Yamaha        | 64    | + 5 tours                          | 22     |        |
| 18   | 8  | Ayrton Senna         | McLaren-Ford          | 62    | Alternateur                        | 8      |        |
| Abd. | 6  | Riccardo Patrese     | Benetton-Ford         | 52    | Problème physique                  | 4      |        |
| Abd. | 4  | Andrea De Cesaris    | Tyrrell-Yamaha        | 45    | Accident                           | 19     |        |
| Abd. | 24 | Fabrizio Barbazza    | Minardi-Ford          | 33    | Boîte de vitesses                  | 23     |        |
| Abd. | 27 | Jean Alesi           | Ferrari               | 23    | Moteur                             | 6      |        |
| Abd. | 26 | Mark Blundell        | Ligier-Renault        | 13    | Accident                           | 10     |        |
| Abd. | 14 | Rubens Barrichello   | Jordan-Hart           | 10    | Panne électrique                   | 14     |        |
| Abd. | 19 | Philippe Alliot      | Larrousse-Lamborghini | 8     | Boîte de vitesses                  | 15     |        |
| Nq.  | 21 | Michele Alboreto     | BMS Lola-Ferrari      |       | Non qualifié                       |        |        |

## Pole position et record du tour
- Pole position :  Alain Prost (Williams-Renault) en 1 min 18 s 987 (vitesse moyenne : 201,907 km/h)[1].
- Meilleur tour en course :  Michael Schumacher (Benetton-Ford) en 1 min 21 s 500 au 57e tour (vitesse moyenne : 195,681 km/h)[2].

## Tours en tête
- Damon Hill (Williams-Renault) : 5 tours (1-5) ;
- Alain Prost (Williams-Renault) : 64 tours (6-69)[3].

## Statistiques
- 48e victoire pour Alain Prost[4] ;
- 65e victoire pour Williams en tant que constructeur[5] ;
- 45e victoire pour Renault en tant que motoriste[6] ;
- Dernier Grand Prix de Formule 1 commenté par James Hunt sur la BBC : il meurt deux jours plus tard d'une crise cardiaque à Wimbledon.